# Ascyltus pterygodes
Ascyltus pterygodes är en spindelart som först beskrevs av Koch L. 1865.  Ascyltus pterygodes ingår i släktet Ascyltus och familjen hoppspindlar. Inga underarter finns listade i Catalogue of Life.